# Закіл
Закіл (рос. закол, англ. roof break, cutter break, fishweir, fishstake, нім. Setzriss m, Abplatzung f) –
- 1) Глибока тріщина, яка утворюється в масиві гірських порід поблизу поверхонь відшарування при веденні гірничих робіт (головним чином вибухових). Виникає в результаті зсуву порід.
- 2) Видима тріщина, що утворюється в результаті вибуху групи свердловинних зарядів на верхній площадці уступу і паралельна лінії розташування свердловин; сприяє виникненню раптового зсування породи з верхньої частини уступу в процесі прибирання підірваної гірничої маси. При утворенні 3. частина масиву, що локально відшарувалася, зависає і може викликати раптове обвалення порід покрівлі або ціликів (в очисних вибоях шахт) або сповзання породи з верх. частини уступу в кар'єрах. Для зменшення і запобігання 3. застосовують короткоуповільнене висадження, похилі заряди, паралельні бічній поверхні уступу.